# Cadel Evans Great Ocean Road Race Women 2025
La Cadel Evans Great Ocean Road Race Women 2025, coneguda comercialment com la Deakin University Elite Women’s Road Race 2025, fou la 9a edició de la Cadel Evans Great Ocean Road Race Women, una cursa ciclista d'un dia que es disputà pels voltants de Melbourne l'1 de febrer de 2025. Fou la segona prova del calendari UCI Women's WorldTour 2025.
La neozelandesa Ally Wollaston (FDJ-Suez) s'imposà a l'esprint a la neerlandesa Karlijn Swinkels (UAE Team ADQ) i a l'helvètica Noemi Rüegg (EF Education-Oatly).

## Equips
Catorze equips prendran part a la cursa: 10 WorldTeam, dos ProTeam, un de Continental i la selecció australiana.
| UCI Women's WorldTeams (10)- Lidl-Trek - Canyon//SRAM zondacrypto - Team Picnic PostNL - UAE Team ADQ - Ceratizit Pro Cycling Team - FDJ-Suez - Liv AlUla Jayco - Human Powered Health - AG Insurance-Soudal Team - Uno-X Mobility UCI Women's ProTeams (2)- EF Education-Oatly - St Michel-Preference Home-Auber93 UCI Women's continental team- Team Coop-Repsol Equip nacional- Austràlia |
| |

## Classificació
| \| Classificació general \| Classificació general \| Classificació general \| Classificació general \| Classificació general \| \| Ciclista \| Ciclista \| Equip \| Temps \| \| \| --------------------- \| --------------------- \| -------------------------- \| --------------------- \| --------------------- \| \| 1r \| Ally Wollaston \| FDJ-Suez \| 3h 59' 43" \| \| \| 2n \| Karlijn Swinkels \| UAE Team ADQ \| + 0" \| \| \| 3r \| Noemi Rüegg \| EF Education-Oatly \| + 0" \| \| \| 4t \| Chloé Dygert \| Canyon//SRAM zondacrypto \| + 0" \| \| \| 5è \| Silke Smulders \| Liv AlUla Jayco \| + 0" \| \| \| 6è \| Ruth Edwards \| Human Powered Health \| + 0" \| \| \| 7è \| Niamh Fisher-Black \| Lidl-Trek \| + 0" \| \| \| 8è \| Dilyxine Miermont \| Ceratizit Pro Cycling Team \| + 0" \| \| \| 9è \| Barbara Malcotti \| Human Powered Health \| + 0" \| \| \| 10è \| Mie Bjørndal Ottestad \| Uno-X Mobility \| + 2" \| \| |                       |                            |            |
| |                       |                            |            |
| Font: ProCyclingStats |                       |                            |            |
| Classificació general |                       |                            |            |
| Ciclista | Ciclista              | Equip                      | Temps      |
| 1r | Ally Wollaston        | FDJ-Suez                   | 3h 59' 43" |
| 2n | Karlijn Swinkels      | UAE Team ADQ               | + 0"       |
| 3r | Noemi Rüegg           | EF Education-Oatly         | + 0"       |
| 4t | Chloé Dygert          | Canyon//SRAM zondacrypto   | + 0"       |
| 5è | Silke Smulders        | Liv AlUla Jayco            | + 0"       |
| 6è | Ruth Edwards          | Human Powered Health       | + 0"       |
| 7è | Niamh Fisher-Black    | Lidl-Trek                  | + 0"       |
| 8è | Dilyxine Miermont     | Ceratizit Pro Cycling Team | + 0"       |
| 9è | Barbara Malcotti      | Human Powered Health       | + 0"       |
| 10è | Mie Bjørndal Ottestad | Uno-X Mobility             | + 2"       |

## Llista de participants
| Lidl-Trek LTK | Lidl-Trek LTK                   | Lidl-Trek LTK |
| ------------- | ------------------------------- | ------------- |
| Núm           | Ciclista                        | Pos           |
| 1             | Clara Copponi (FRA)             | 43è           |
| 2             | Lauretta Hanson (AUS)           | 50è           |
| 3             | Isabel Sharp (GBR)              | 62è           |
| 4             | Amanda Spratt (AUS)             | 13è           |
| 5             | Felicity Wilson-Haffenden (AUS) | 72è           |
| 6             | Niamh Fisher-Black (NZL)        | 7è            |

| Canyon//SRAM zondacrypto CSZ | Canyon//SRAM zondacrypto CSZ | Canyon//SRAM zondacrypto CSZ |
| ---------------------------- | ---------------------------- | ---------------------------- |
| Núm                          | Ciclista                     | Pos                          |
| 11                           | Neve Bradbury (AUS)          | NP                           |
| 12                           | Tiffany Cromwell (AUS)       | 47è                          |
| 13                           | Chloé Dygert (USA)           | 4t                           |
| 14                           | Maria Martins (POR)          | 76è                          |
| 15                           | Alice Towers (GBR)           | 14è                          |
| 16                           | Maike van der Duin (NED)     | 45è                          |

| Team Picnic PostNL TPP | Team Picnic PostNL TPP  | Team Picnic PostNL TPP |
| ---------------------- | ----------------------- | ---------------------- |
| Núm                    | Ciclista                | Pos                    |
| 21                     | Silje Bader (NED)       | 74è                    |
| 22                     | Rachele Barbieri (ITA)  | 25è                    |
| 23                     | Eleonora Ciabocco (ITA) | 20è                    |
| 24                     | Josie Nelson (GBR)      | 17è                    |
| 25                     | Mara Roldan (CAN)       | 42è                    |
| 26                     | Becky Storrie (GBR)     | 40è                    |

| UAE Team ADQ UAD | UAE Team ADQ UAD                 | UAE Team ADQ UAD |
| ---------------- | -------------------------------- | ---------------- |
| Núm              | Ciclista                         | Pos              |
| 31               | Sofia Bertizzolo (ITA)           | 51è              |
| 32               | Elizabeth Holden (GBR)           | 32è              |
| 33               | Erica Magnaldi (ITA)             | 22è              |
| 34               | Greta Marturano (ITA)            | 46è              |
| 35               | Karlijn Swinkels (NED)           | 2n               |
| 36               | Dominika Włodarczyk (POL) (ruta) | 15è              |

| Ceratizit Pro Cycling Team CTC | Ceratizit Pro Cycling Team CTC | Ceratizit Pro Cycling Team CTC |
| ------------------------------ | ------------------------------ | ------------------------------ |
| Núm                            | Ciclista                       | Pos                            |
| 41                             | Sandra Alonso Domínguez (ESP)  | 30è                            |
| 42                             | Kristýna Burlová (CZE)         | 63è                            |
| 43                             | Sara Fiorin (ITA)              | 66è                            |
| 44                             | Daniek Hengeveld (NED)         | DNF                            |
| 45                             | Dilyxine Miermont (FRA)        | 8è                             |

| FDJ-Suez TFS | FDJ-Suez TFS          | FDJ-Suez TFS |
| ------------ | --------------------- | ------------ |
| Núm          | Ciclista              | Pos          |
| 51           | Elise Chabbey (SUI)   | 11è          |
| 52           | Eugénie Duval (FRA)   | 69è          |
| 53           | Amber Kraak (NED)     | 12è          |
| 54           | Marie Le Net (FRA)    | 33è          |
| 55           | Églantine Rayer (FRA) | 58è          |
| 56           | Ally Wollaston (NZL)  | 1r           |

| Liv AlUla Jayco LIV | Liv AlUla Jayco LIV       | Liv AlUla Jayco LIV |
| ------------------- | ------------------------- | ------------------- |
| Núm                 | Ciclista                  | Pos                 |
| 61                  | Ruby Roseman-Gannon (AUS) | 41è                 |
| 62                  | Ella Wyllie (NZL)         | 19è                 |
| 63                  | Silke Smulders (NED)      | 5è                  |
| 64                  | Amber Pate (AUS)          | 31è                 |
| 65                  | Josie Talbot (AUS)        | 64è                 |
| 66                  | Georgia Baker (AUS)       | 67è                 |

| Human Powered Health HPH | Human Powered Health HPH    | Human Powered Health HPH |
| ------------------------ | --------------------------- | ------------------------ |
| Núm                      | Ciclista                    | Pos                      |
| 71                       | Ruth Edwards (USA)          | 6è                       |
| 72                       | Barbara Malcotti (ITA)      | 9è                       |
| 73                       | Marit Raaijmakers (NED)     | DNF                      |
| 74                       | Katia Ragusa (ITA)          | 57è                      |
| 75                       | Kathrin Schweinberger (AUT) | 26è                      |
| 76                       | Silvia Zanardi (ITA)        | 68è                      |

| AG Insurance-Soudal Team AGS | AG Insurance-Soudal Team AGS | AG Insurance-Soudal Team AGS |
| ---------------------------- | ---------------------------- | ---------------------------- |
| Núm                          | Ciclista                     | Pos                          |
| 81                           | Justine Ghekiere (BEL)       | DNF                          |
| 82                           | Anya Louw (AUS)              | 38è                          |
| 83                           | Alexandra Manly (AUS)        | 16è                          |
| 84                           | Gaia Masetti (ITA)           | 28è                          |
| 85                           | Nicole Steigenga (NED)       | 61è                          |
| 86                           | Julie Van de Velde (BEL)     | 24è                          |

| EF Education-Oatly EFC | EF Education-Oatly EFC     | EF Education-Oatly EFC |
| ---------------------- | -------------------------- | ---------------------- |
| Núm                    | Ciclista                   | Pos                    |
| 92                     | Kim Cadzow (NZL) (ruta)    | 59è                    |
| 93                     | Noemi Rüegg (SUI) (ruta)   | 3r                     |
| 94                     | Sarah Roy (AUS)            | 18è                    |
| 95                     | Henrietta Christie (NZL)   | 53è                    |
| 96                     | Babette van der Wolf (NED) | 54è                    |

| Uno-X Mobility UXM | Uno-X Mobility UXM                 | Uno-X Mobility UXM |
| ------------------ | ---------------------------------- | ------------------ |
| Núm                | Ciclista                           | Pos                |
| 101                | Alberte Greve (DEN)                | 39è                |
| 102                | Anouska Koster (NED)               | 27è                |
| 103                | Mie Bjørndal Ottestad (NOR) (ruta) | 10è                |
| 104                | Rebecca Koerner (DEN) (ruta)       | 49è                |
| 105                | Simone Boilard (CAN)               | 34è                |
| 106                | Teuntje Beekhuis (NED)             | 48è                |

| St Michel-Preference Home-Auber 93 AUB | St Michel-Preference Home-Auber 93 AUB | St Michel-Preference Home-Auber 93 AUB |
| -------------------------------------- | -------------------------------------- | -------------------------------------- |
| Núm                                    | Ciclista                               | Pos                                    |
| 111                                    | Alison Avoine (FRA)                    | 73è                                    |
| 112                                    | Coline Raby (FRA)                      | 71è                                    |
| 113                                    | Adele Normand (CAN)                    | 60è                                    |
| 114                                    | Ella Simpson (AUS)                     | 75è                                    |
| 115                                    | Lucie Fityus (AUS)                     | 29è                                    |
| 116                                    | Emily Watts (AUS)                      | 36è                                    |

| Team Coop-Repsol HPU | Team Coop-Repsol HPU          | Team Coop-Repsol HPU |
| -------------------- | ----------------------------- | -------------------- |
| Núm                  | Ciclista                      | Pos                  |
| 121                  | Stine Dale (NOR)              | 52è                  |
| 122                  | India Grangier (FRA)          | 21è                  |
| 123                  | Monica Greenwood (GBR)        | DNF                  |
| 124                  | Sigrid Ytterhus Haugset (NOR) | 23è                  |
| 125                  | Magdalene Lind (NOR)          | 35è                  |
| 126                  | Mari Hole Mohr (NOR)          | 65è                  |

| Austràlia AUS | Austràlia AUS  | Austràlia AUS |
| ------------- | -------------- | ------------- |
| Núm           | Ciclista       | Pos           |
| 131           | Maeve Plouffe  | 70è           |
| 132           | Alli Anderson  | 44è           |
| 133           | Talia Appleton | 37è           |
| 134           | Alyssa Polites | DNF           |
| 135           | Lauren Bates   | 56è           |
| 136           | Emily Dixon    | 55è           |

| Lidl-Trek LTK | Lidl-Trek LTK                   | Lidl-Trek LTK |
| ------------- | ------------------------------- | ------------- |
| Núm           | Ciclista                        | Pos           |
| 1             | Clara Copponi (FRA)             | 43è           |
| 2             | Lauretta Hanson (AUS)           | 50è           |
| 3             | Isabel Sharp (GBR)              | 62è           |
| 4             | Amanda Spratt (AUS)             | 13è           |
| 5             | Felicity Wilson-Haffenden (AUS) | 72è           |
| 6             | Niamh Fisher-Black (NZL)        | 7è            |

| Canyon//SRAM zondacrypto CSZ | Canyon//SRAM zondacrypto CSZ | Canyon//SRAM zondacrypto CSZ |
| ---------------------------- | ---------------------------- | ---------------------------- |
| Núm                          | Ciclista                     | Pos                          |
| 11                           | Neve Bradbury (AUS)          | NP                           |
| 12                           | Tiffany Cromwell (AUS)       | 47è                          |
| 13                           | Chloé Dygert (USA)           | 4t                           |
| 14                           | Maria Martins (POR)          | 76è                          |
| 15                           | Alice Towers (GBR)           | 14è                          |
| 16                           | Maike van der Duin (NED)     | 45è                          |

| Team Picnic PostNL TPP | Team Picnic PostNL TPP  | Team Picnic PostNL TPP |
| ---------------------- | ----------------------- | ---------------------- |
| Núm                    | Ciclista                | Pos                    |
| 21                     | Silje Bader (NED)       | 74è                    |
| 22                     | Rachele Barbieri (ITA)  | 25è                    |
| 23                     | Eleonora Ciabocco (ITA) | 20è                    |
| 24                     | Josie Nelson (GBR)      | 17è                    |
| 25                     | Mara Roldan (CAN)       | 42è                    |
| 26                     | Becky Storrie (GBR)     | 40è                    |

| UAE Team ADQ UAD | UAE Team ADQ UAD                 | UAE Team ADQ UAD |
| ---------------- | -------------------------------- | ---------------- |
| Núm              | Ciclista                         | Pos              |
| 31               | Sofia Bertizzolo (ITA)           | 51è              |
| 32               | Elizabeth Holden (GBR)           | 32è              |
| 33               | Erica Magnaldi (ITA)             | 22è              |
| 34               | Greta Marturano (ITA)            | 46è              |
| 35               | Karlijn Swinkels (NED)           | 2n               |
| 36               | Dominika Włodarczyk (POL) (ruta) | 15è              |

| Ceratizit Pro Cycling Team CTC | Ceratizit Pro Cycling Team CTC | Ceratizit Pro Cycling Team CTC |
| ------------------------------ | ------------------------------ | ------------------------------ |
| Núm                            | Ciclista                       | Pos                            |
| 41                             | Sandra Alonso Domínguez (ESP)  | 30è                            |
| 42                             | Kristýna Burlová (CZE)         | 63è                            |
| 43                             | Sara Fiorin (ITA)              | 66è                            |
| 44                             | Daniek Hengeveld (NED)         | DNF                            |
| 45                             | Dilyxine Miermont (FRA)        | 8è                             |

| FDJ-Suez TFS | FDJ-Suez TFS          | FDJ-Suez TFS |
| ------------ | --------------------- | ------------ |
| Núm          | Ciclista              | Pos          |
| 51           | Elise Chabbey (SUI)   | 11è          |
| 52           | Eugénie Duval (FRA)   | 69è          |
| 53           | Amber Kraak (NED)     | 12è          |
| 54           | Marie Le Net (FRA)    | 33è          |
| 55           | Églantine Rayer (FRA) | 58è          |
| 56           | Ally Wollaston (NZL)  | 1r           |

| Liv AlUla Jayco LIV | Liv AlUla Jayco LIV       | Liv AlUla Jayco LIV |
| ------------------- | ------------------------- | ------------------- |
| Núm                 | Ciclista                  | Pos                 |
| 61                  | Ruby Roseman-Gannon (AUS) | 41è                 |
| 62                  | Ella Wyllie (NZL)         | 19è                 |
| 63                  | Silke Smulders (NED)      | 5è                  |
| 64                  | Amber Pate (AUS)          | 31è                 |
| 65                  | Josie Talbot (AUS)        | 64è                 |
| 66                  | Georgia Baker (AUS)       | 67è                 |

| Human Powered Health HPH | Human Powered Health HPH    | Human Powered Health HPH |
| ------------------------ | --------------------------- | ------------------------ |
| Núm                      | Ciclista                    | Pos                      |
| 71                       | Ruth Edwards (USA)          | 6è                       |
| 72                       | Barbara Malcotti (ITA)      | 9è                       |
| 73                       | Marit Raaijmakers (NED)     | DNF                      |
| 74                       | Katia Ragusa (ITA)          | 57è                      |
| 75                       | Kathrin Schweinberger (AUT) | 26è                      |
| 76                       | Silvia Zanardi (ITA)        | 68è                      |

| AG Insurance-Soudal Team AGS | AG Insurance-Soudal Team AGS | AG Insurance-Soudal Team AGS |
| ---------------------------- | ---------------------------- | ---------------------------- |
| Núm                          | Ciclista                     | Pos                          |
| 81                           | Justine Ghekiere (BEL)       | DNF                          |
| 82                           | Anya Louw (AUS)              | 38è                          |
| 83                           | Alexandra Manly (AUS)        | 16è                          |
| 84                           | Gaia Masetti (ITA)           | 28è                          |
| 85                           | Nicole Steigenga (NED)       | 61è                          |
| 86                           | Julie Van de Velde (BEL)     | 24è                          |

| EF Education-Oatly EFC | EF Education-Oatly EFC     | EF Education-Oatly EFC |
| ---------------------- | -------------------------- | ---------------------- |
| Núm                    | Ciclista                   | Pos                    |
| 92                     | Kim Cadzow (NZL) (ruta)    | 59è                    |
| 93                     | Noemi Rüegg (SUI) (ruta)   | 3r                     |
| 94                     | Sarah Roy (AUS)            | 18è                    |
| 95                     | Henrietta Christie (NZL)   | 53è                    |
| 96                     | Babette van der Wolf (NED) | 54è                    |

| Uno-X Mobility UXM | Uno-X Mobility UXM                 | Uno-X Mobility UXM |
| ------------------ | ---------------------------------- | ------------------ |
| Núm                | Ciclista                           | Pos                |
| 101                | Alberte Greve (DEN)                | 39è                |
| 102                | Anouska Koster (NED)               | 27è                |
| 103                | Mie Bjørndal Ottestad (NOR) (ruta) | 10è                |
| 104                | Rebecca Koerner (DEN) (ruta)       | 49è                |
| 105                | Simone Boilard (CAN)               | 34è                |
| 106                | Teuntje Beekhuis (NED)             | 48è                |

| St Michel-Preference Home-Auber 93 AUB | St Michel-Preference Home-Auber 93 AUB | St Michel-Preference Home-Auber 93 AUB |
| -------------------------------------- | -------------------------------------- | -------------------------------------- |
| Núm                                    | Ciclista                               | Pos                                    |
| 111                                    | Alison Avoine (FRA)                    | 73è                                    |
| 112                                    | Coline Raby (FRA)                      | 71è                                    |
| 113                                    | Adele Normand (CAN)                    | 60è                                    |
| 114                                    | Ella Simpson (AUS)                     | 75è                                    |
| 115                                    | Lucie Fityus (AUS)                     | 29è                                    |
| 116                                    | Emily Watts (AUS)                      | 36è                                    |

| Team Coop-Repsol HPU | Team Coop-Repsol HPU          | Team Coop-Repsol HPU |
| -------------------- | ----------------------------- | -------------------- |
| Núm                  | Ciclista                      | Pos                  |
| 121                  | Stine Dale (NOR)              | 52è                  |
| 122                  | India Grangier (FRA)          | 21è                  |
| 123                  | Monica Greenwood (GBR)        | DNF                  |
| 124                  | Sigrid Ytterhus Haugset (NOR) | 23è                  |
| 125                  | Magdalene Lind (NOR)          | 35è                  |
| 126                  | Mari Hole Mohr (NOR)          | 65è                  |

| Austràlia AUS | Austràlia AUS  | Austràlia AUS |
| ------------- | -------------- | ------------- |
| Núm           | Ciclista       | Pos           |
| 131           | Maeve Plouffe  | 70è           |
| 132           | Alli Anderson  | 44è           |
| 133           | Talia Appleton | 37è           |
| 134           | Alyssa Polites | DNF           |
| 135           | Lauren Bates   | 56è           |
| 136           | Emily Dixon    | 55è           |